# Scuddela
Scuddela, auch in der Schreibweise Scudela, war ein Volumen- und Flüssigkeitsmaß in Österreich vor dem Jahr 1857.
- 1 Scuddela = 4,71575 Liter
  - Barilla = 14 Scuddela = 36 Boccale (= 1,8339028 Liter) = 66,0205 Liter
- Triest: 1 Scudela = 1/12 Orna/Eimer = 3 1/3 Boccali/Maß = 4,7171 Liter